# Stictylus pini
Stictylus pini är en rundmaskart. Stictylus pini ingår i släktet Stictylus och familjen Neotylenchidae. Inga underarter finns listade i Catalogue of Life.